# David Zylbersztajn
David Zylbersztajn é um engenheiro mecânico carioca, graduado em 1977 pela PUC-Rio, de família tradicional judaica. Especialista na área de energia, obteve o título de mestre pela mesma PUC-Rio em 1980 e dirigiu um curso de doutorado sobre energia e relações internacionais na USP. É doutor em economia da energia pelo Institut d'Economie et de Politique de L'Energie, de Grenoble, na França.

## Serviço público
Foi secretário de energia durante o primeiro mandato (1995-1998) do governador paulista Mário Covas, quando comandou o plano de reestruturação e privatização de inúmeras empresas energéticas paulistas. Em janeiro de 1998 foi nomeado o primeiro diretor-geral da recém-criada Agência Nacional do Petróleo (ANP), e reconduzido ao cargo novamente em janeiro de 2000.
Liderou a quebra do monopólio da Petrobras na exploração do petróleo no Brasil, realizando o primeiro leilão de áreas de exploração aberto à iniciativa privada, nos dias 15 e 16 de junho de 1999.

### Renúncia da ANP
Sua separação da esposa Ana Beatriz Cardoso, filha do então presidente Fernando Henrique Cardoso, em maio de 2001, antecipou sua saída da chefia da ANP. Embora seu mandato lhe garantisse a permanência no cargo até o final de 2005, sua separação causou uma saia-justa no governo, e o próprio David Zylbersztajn renunciou em setembro de 2001.

## Realizações
Foi Secretário de Energia no governo Mario Covas (janeiro 1995 a janeiro 1998). Em 2002 fundou a empresa DZ Negócios com Energia, especializada em assessorar investidores interessados na indústria brasileira de petróleo, eletricidade e gás natural.
Em maio de 2005 foi eleito presidente do conselho de administração da Varig, para comandar o processo de recuperação judicial da empresa aérea,  Saiu em novembro de 2006 por divergências com a Fundação controladora da empresa.
É membro do Conselho Curador da Orquestra Sinfônica Brasileira
Também faz parte do Conselho Deliberativo do movimento "Rio Como Vamos" e do Conselho Deliberativo do Hospital Albert Einstein.
Em uma reportagem do jornal Valor Econômico, disse que aconselhou o candidato a manter o regime de concessão de petróleo atual. Insiste que o atual sistema é melhor que o sistema proposto pelo governo Lula. Segundo ele, as reservas do pré-sal podem ser produzidas pela iniciativa privada e por empresas estrangeiras, desde que o Governo receba dinheiro por isso.